# Yeşim Duman
Yeşim Duman ist Kuratorin für Musik und Gesprächsformate, Workshops und Performances. Außerdem ist Duman DJ sowie Mitglied verschiedener Gremien. Duman ist Kuratorin beim Pop-Kultur-Festival Berlin und  lebt und arbeitet in Berlin.

## Leben und Wirken
Duman ist Kuratorin beim Pop-Kultur-Festival Berlin, DJ und organisierte verschiedener queerer Veranstaltungen, darunter „Erdogay“, „Bubble“, „Queer Ping Pong“, „Pop Hayat“, „Queer-Ping-Pong“ und „Karaoke Express“. Duman legt großen Wert auf partizipative Veranstaltungsformate und konzipiert diese, wie den „Queer Chess Club“ und „Karaokee Xpress“ im Maxim Gorki Theater in Berlin. Zu Dumans Veranstaltungen zählen ebenso Vorträge, Workshops und die als „Çaystube“ bekannte performative Installation, die als Erfahrungsraum für marginalisierte Gemeinschaften fungiert. Die Çaystube ist ein Ort der Begegnung und des Vernetzen, der den persönlichen Austausch fördern soll. Duman beschäftigt sich aus der Perspektive einer postmigrantischen Person mit Themen wie Queerness, Feminismus, sozialer Ausgrenzung und den Herausforderungen, denen weiblich gelesene und nicht-binäre Kunst- und Kulturschaffende in der Pop- und Clubkultur begegnen.
Yeşim Duman kuratiert zudem Diskussionen wie „Let's talk about gender“, „Habibi“, „Tops or Bottoms“ und „Wish you were queer“. Als Mitglied der Plattform „female:pressure“ engagiert sich Duman aktiv für eine stärkere Integration von FLINTA* in die Musik- und Kulturszene.

## Gremien-Arbeit
Duman ist Mitglied des Musikbeirats des Goethe-Instituts und in der Jury des Music Boards Berlin.
- Gremien – Goethe-Institut
- Jury: Stipendien und Residenzen – Musicboard Berlin